# Acquire (Unternehmen)
Acquire (jap.: 株式会社アクワイア Kabushiki-gaisha Akuwaia) ist ein japanisches Entwicklungsstudio für Computerspiele.

## Geschichte
Das Unternehmen wurde 1994 von Takuma Endo gegründet, etwa zu dem Zeitpunkt, als Sony die PlayStation auf den Markt brachte. Endo nahm an einem Sony-Wettbewerb teil, der ihm das Anrecht für die Produktion eines PlayStation-Titels einbrachte. Nach einer gewissen Findungsphase entstand die Idee eines Ninja-Spiels, zunächst noch in einem futuristischen Szenario, später dann als Rache-Geschichte in einem historischen Umfeld. In Japan übernahm Sony die Veröffentlichung des Tenchu getauften Titels, international erwarb Activision die Veröffentlichungsrechte. Für Activision wurde es der erfolgreichste Titel des Jahres 1998 und verkaufte sich über die Jahre rund fünf Millionen Mal. Zusammen mit den im selben Jahr erschienen Thief: The Dark Project und Metal Gear Solid sorgte Tenchu für einen enormen Popularitätsschub für das Genre der Stealth-Computerspiele. 2000 veröffentlichte Acquire noch einen Nachfolger. 2004 erwarb Acquires japanischer Publisher FromSoftware die Markenrechte an Tenchu vom bisherigen Rechteinhaber Activision. Die folgenden Titel der Tenchu-Reihe für die nächsten Konsolengeneration wurden darauf von K2 entwickelt. Acquire entwickelte stattdessen die thematisch ähnlichen Spiele Way of the Samurai und Shinobido: Way of the Ninja für die PlayStation 2.
2011 wurde das Unternehmen von GungHo Online Entertainment übernommen. 2024 veräußerte GungHo das Studio an die Kadokawa Group.

## Veröffentlichungen

### Tenchu
- 1998: Tenchu: Stealth Assassins (PSOne)
- 1999: Tenchu: Shinobi Hyakusen (PSOne)
- 2000: Tenchu 2: Birth of the Stealth Assassins (PSOne)
- 2009: Tenchu: Shadow Assassins (Wii, PSP)

### Way of the Samurai
- 2002: Way of the Samurai (PS2, PSP)
- 2004: Way of the Samurai 2 (PS2, PSP)
- 2004: Samurai Western (PS2)
- 2008: Way of the Samurai 3 (PS3, X360, Windows)
- 2011: Way of the Samurai 4 (PS3, Windows)
- 2020: Katana Kami: A Way of the Samurai Story (Switch, PS4, Windows)

### Shinobido
- 2005: Shinobido: Way of the Ninja (PS2)
- 2006: Shinobido Takumi (PS2)
- 2007: Shinobido: Tales of the Ninja (PSP, PSVita)
- 2011: Shinobido 2: Revenge of Zen (PSVita)

### No Heroes Allowed!/What Did I Do to Deserve This, My Lord?
- 2007: What Did I Do to Deserve This, My Lord? (PSP)
- 2008: What Did I Do To Deserve This, My Lord? 2 (PSP)
- 2010: No Heroes Allowed! (PSP, PSVita)
- 2013: No Heroes Allowed: No Puzzles Either! (Android, PSVita, Windows)
- 2017: No Heroes Allowed! VR (PS4)

### Akiba’s Trip
- 2011: Akiba’s Trip (PSP)
- 2013: Akiba’s Trip: Undead & Undressed (PS3, PS4, PSVita, Windows)
- 2016: Akiba’s Trip Festa! (Browser)
- 2016: Akiba’s Beat (PS4, PSVita)
- 2021: Akiba’s Trip: Hellbound & Debriefed (PS4, Switch, Windows)

### Weitere
- 2003: Dekavoice (PS2)
- 2006: Kamiwaza (PS2)
- 2008: Class of Heroes (PSP)
- 2010: Patchwork Heroes (PSP, PSVita)
- 2011: Wizardry: Labyrinth of Lost Souls (iOS, PS3, PSVita)
- 2011: Clan of Champions (PS3, Windows)
- 2012: Sumioni: Demon Arts (PSVita)
- 2013: Rain (PS3)
- 2013: Road to Dragon (Android, iOS)
- 2013: Divine Gate (Android, iOS)
- 2013: Mind Zero (PSVita, Windows)
- 2014: Fort Raiders SMAAASH! (Android, iOS)
- 2015: Aegis of Earth: Protonovus Assault (PS3, PS4, PSVita, Windows)
- 2018: Octopath Traveler (Switch, Windows, XOne)
- 2024: Mario & Luigi: Brothership (Switch)